# Valeriano de Abbensa
Valeriano de Abbensa fue obispo de Abbensa (África proconsular) y es venerado como santo por las iglesias católica, ortodoxa, y luterana.
El Martirologio Romano relata que Valeriano fue víctima de los gobernantes vándalos, que sacaron de su residencia al octogenario obispo y lo tuvieron expuesto a la intemperie por haber rehusado entregar los santos cálices.

## Hagiografía
En su política interna, el rey vándalo Genserico toleró en algunos momentos el catolicismo, si bien exigió la conversión a la doctrina arriana, que profesaba, a sus consejeros más cercanos y procedió a numerosas confiscaciones de bienes de la Iglesia. Fue en este ámbito en el que a Valeriano se le exigió la entrega de los utensilios sagrados de la iglesia a lo que se negó repetidas veces. Antes, Valeriano había sido objeto de una ofensiva doctrinal, pasando luego al intento de desprestigio de su persona, a lo que Valeriano reaccionó defendiendo con firmeza su fe ante el rey.
Genserico ordenó, mediante un edicto, su expulsión de la ciudad y prohibió que se le diera cobijo y alimento. Vivió largo tiempo a la intemperie hasta su muerte alrededor de 460 a la edad de unos 90 años. Algunas fuentes la fechan en 457.

## Onomástica
La festividad de Valeriano de Abbensa, obispo, se celebra el 15 de diciembre.

## Títulos
Obispo, mártir y confesor.

## Oración
Tú, Señor, que concediste a San Valeriano el don de imitar con fidelidad a Cristo pobre y humilde, concédenos también a nosotros por intercesión de este santo, la gracia de que, viviendo fielmente nuestra vocación, tendamos hacia la perfección que nos propones en la persona de tu Hijo. Que vive y reina contigo.